# 魏仕賢
魏仕賢（1531年—？年），字用可，四川重慶衛官籍，明朝政治人物。

## 生平
嘉靖二十五年（1546年）丙午科四川鄉試第四十五名舉人，隆慶二年（1568年）戊辰科第三甲第七十三名進士。曾任巴陵县知县，歷升工部郎中，萬曆七年（1579年）升廣西梧州府知府。

## 家族
曾祖魏勛，祖魏武，父魏昆，母曹氏。